# Hermann Sträter
Hermann Robert Gustav Hubert Sträter (* 10. April 1891 in Aachen; † 20. Juli 1956 ebenda) war ein preußischer Verwaltungsbeamter, 1944/1945 Landrat des Landkreises Aachen und 1955/1956 Vertreter des Regierungspräsidenten in Aachen.

## Leben

### 1891 bis 1921
Hermann Sträter wuchs als Sohn des Geheimen Regierungsrats Eduard Sträter und der Paula, geb. Kesselkaul in Aachen auf. Dem familiären Umfeld gehörten auch seine beiden Vettern zweiten Grades Hermann Joseph Sträter und Eduard Sträter sowie sein Großonkel August Sträter an. Nach dem Besuch des Kaiser-Karls-Gymnasium, das er zu Ostern 1910 mit Ablegung der Reifeprüfung verließ, studierte Hermann Sträter an den Universitäten in Lausanne, Freiburg und Bonn Rechtswissenschaften. Mit Abschluss seiner Studien trat er als Gerichtsreferendar in den preußischen Justizdienst ein, wo er Einsatz am Oberlandesgericht Köln fand (24. Dezember 1913). Vom 6. August 1914 bis zum Dezember 1918 versah er als Reserveoffizier seinen Kriegsdienst während des Ersten Weltkriegs. Noch während diesem wurde Sträter zum 11. Mai 1918 als Regierungsreferendar an die Regierung in Münster versetzt.

### 1921 bis 1933
Mit Ablegung der Großen Staatsprüfung folgte seine Ernennung zum Regierungsassessor (9. Januar 1921), woraufhin er am 14. Januar 1921 an die Regierung Koblenz versetzt wurde. Im Februar 1922 vorübergehend an den Polizeipräsidenten in Aachen überstellt (der Erlass wurde wieder aufgehoben), wurde er mit Erlass vom 5. November 1923 dem nach Wetzlar ausgewiesenen Regierungspräsidenten von Koblenz, Paul Brandt zugeteilt. Nach seiner Ernennung zum Regierungsrat (22. Januar 1925) folgte zum 1. August seine Versetzung an das Polizeipräsidium Gelsenkirchen. Dort übernahm er im Oktober desselben Jahres die Leitung des Polizeiamtes. Sträter wechselte von Gelsenkirchen aus vom 1. November 1928 an nach Magdeburg an das dortige Polizeipräsidium. Durch seine Ernennung zum Oberregierungsrat im Juni 1929 wurde er zugleich zum ständigen Vertreter des Polizeipräsidenten ernannt. In gleicher Stellung wechselte er am 16. Januar 1933 an das Polizeipräsidium Bochum, wurde aber nach der Machtübernahme durch die Nationalsozialisten am 11. April 1933 vertretungsweise mit der Verwaltung des Kreises Olpe beauftragt.

### 1933 bis 1956
Das Amt als Olpener Landrats versah Sträter nur für sieben Monate. Am 10. November 1933 wurde er nach Aachen, an die dortige Regierung versetzt. In der er bis zu deren Evakuierung im September 1944 in Dienst stand. Nach der Kapitulation der Stadt Aachen (21. Oktober 1944) war Hermann Sträter zunächst als Oberbürgermeister vorgesehen, wurde jedoch vorübergehend inhaftiert, später rehabilitiert und von den Amerikanern am 2. Dezember 1944 als Landrat des Landkreises Aachen eingesetzt. Nach seiner Entlassung durch die Militärregierung am 5. September 1945 begann Hermann Sträter am 1. Februar 1947 wieder als Angestellter bei der Regierung in Aachen und wurde dort am 9. Februar 1948 zum Regierungsdirektor ernannt. Seit dem 27. April 1954 war Sträter zudem ständiger Vertreter des öffentlichen Interesses beim Landesverwaltungsgericht Aachen. Mit Antritt des neuen Aachener Regierungspräsidenten, Hubert Schmitt-Degenhardt erhielt er zum 1. Juni 1955 den Auftrag, als dessen ständiger Vertreter zu fungieren. Hermann Sträter trat zum 30. Mai 1956 in den Ruhestand, den er nur um sieben Wochen überlebte. Er war verheiratet und hatte vier Kinder.

### Familie

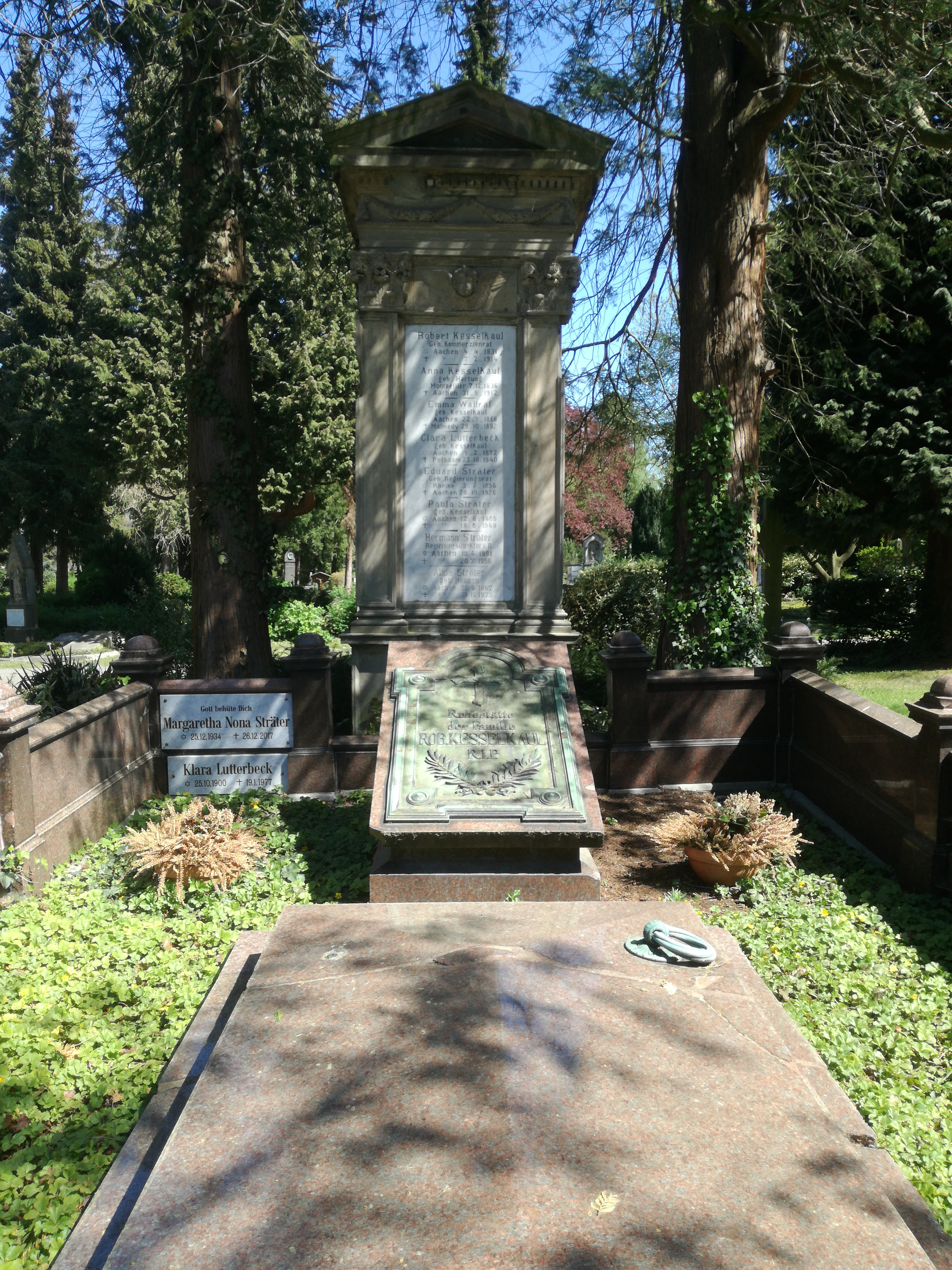
Familiengrabstätte Kesselkauf/Sträter, Ostfriedhof Aachen

Hermann Sträter heiratete am 26. April 1926 in Aachen Maria Berta Mathilde Wilhelmine Alexandra Alida Heusch (30. September 1897 in Aachen; † 19. November 1973 ebenda), einer Tochter des Fabrikanten, Politikers und Funktionärs Albert Heusch und der Berta, geb. Janssen. Seine jüngere Schwester Klara war seit 1922 mit dem Juristen und zeitweiligen Landrat des Landkreises Aachen, Wilhelm Leopold Janssen verheiratet, der zugleich ein Cousin seiner Frau war. Hermann Sträter fand seine letzte Ruhestätte auf dem Aachener Ostfriedhof.